# Manzana dulce

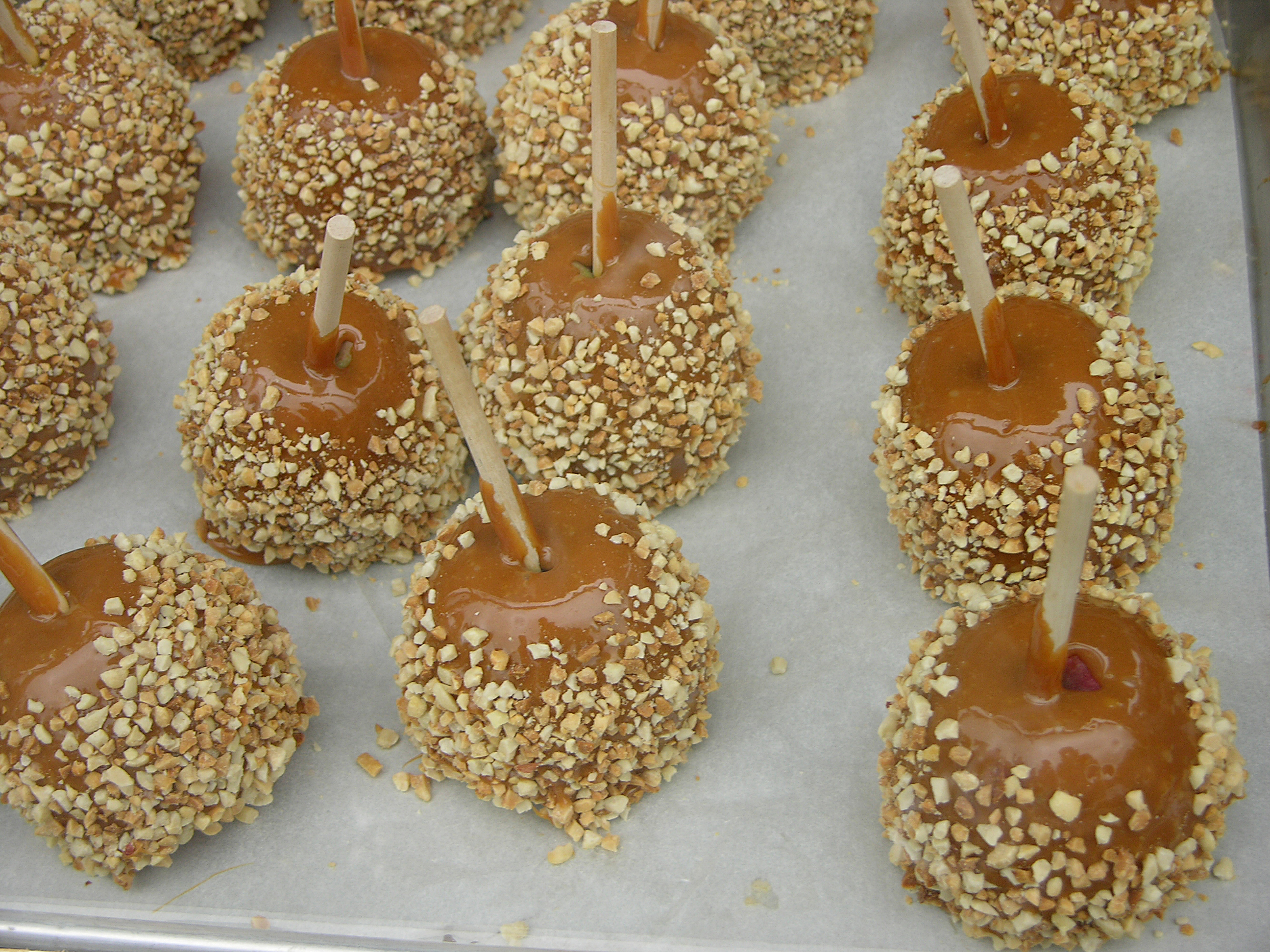
Manzanas dulces con maní.

Las manzanas dulces son creadas por inmersión o girando las manzanas con un palillo en el caramelo caliente, a veces después de lanzarlos al mercado se les añade nueces u otros confites, y permitir que se enfríen.

## Producción
Alternativamente, para la producción de alto volumen de las manzanas dulces, una lámina de caramelo se puede envolver alrededor de la manzana, seguida del calentamiento de la misma para derretir el caramelo uniformemente en ella. Esto crea un caramelo duro que es más fácil de transportar, pero más difícil de comer. La producción de las manzanas dulces en casa por lo general implica la compra de dulces de caramelo para el baño, o hacer un caramelo hecho en casa con ingredientes como el azúcar morena, la mantequilla y la vainilla. El caramelo hecho en casa por lo general resulta en una más suave, capa cremosa.
En los últimos años, se han convertido cada vez más populares decorar las manzanas de caramelo para fiestas como Halloween. Los métodos utilizados para ello son la aplicación de azúcar o sal para suavizar el caramelo, refrigeradas por inmersión, endureciendo las manzanas en chocolate blanco o con leche, o pintando diseños de acabado en las manzanas de caramelo de chocolate blanco con colorante.
Clásicamente, las manzanas preferidas para su uso en las manzanas dulces son las manzanas ácidas, crujientes como las manzanas Granny Smith y Fuji. Las manzanas más suaves, de textura granulada también se pueden utilizar, pero no son preferibles.

## Consumo
Las manzanas dulces por lo general son consumidas como golosinas en los festivales de otoño como el Halloween o Noche de hoguera, a raíz de la cosecha anual de manzanas.